# Französisches Hospital
Das Französische Hospital (französisch Hôpital français) war ein von der französischen Kolonie in Berlin im 17. Jahrhundert gegründetes Krankenhaus und Altersheim für mittellose Réfugiés.

## Geschichte
Auf einem Gelände unweit der Panke standen einige Häuser, die zum kurfürstlichen Vorwerk gehörten. Eines dieser Gebäude wurde von der Kurfürstin Dorothea von Brandenburg der Gemeinde als Hospital überlassen. Anfang 1686 wurde das Hospital eröffnet, was durch die Besoldung eines Hospitalpredigers belegt ist. Am 2. März 1687 wurde das Hospital zum ersten Mal in Protokollen erwähnt, da das alte Gebäude niedergerissen werden sollte. Wahrscheinlich erfolgte aufgrund der Fürsprache der Kurfürstin die Überschreibung des Grundstücks 1687 an die Gemeinde. 1709 konnte durch eine weitere Schenkung das Grundstück für die Anlage von Gärten und eines Friedhofs vergrößert werden und 1710 der vordere Grundstücksteil an der Dammstraße (später Friedrichstraße 129) erworben werden. Von 1732 bis 1734 wurde nach Plan des Ingenieurs Magister ein neues Hospitalgebäude errichtet.
Die Einrichtung hatte mehrere Aufgaben: Erstens die Behandlung von Kranken, zweitens die Aufnahme von unvermögenden Gemeindemitgliedern von mindestens 60 Jahren oder Gemeindemitgliedern, die wegen Gebrechlichkeit nicht in der Lage waren, für ihren Lebensunterhalt zu sorgen, auf Lebenszeit, drittens die Aufnahme von Personen, die in höherem Alter nicht genug Einkünfte hatten, um davon leben zu können, als Pensionäre gegen eine geringe jährliche Pension. Auch „Geisteskranke“ wurden aufgenommen. Diese Hospitaliten wurden, damit sie nicht ohne Beschäftigung waren und einen Teil der Kosten erwirtschaften konnten, im Haus und im Hospitalgarten beschäftigt.
1760 wurde auf dem Grundstück des Hospitals eine Anstalt für „verwahrloste Kinder und arbeitsscheue junge Leute“ gegründet, Petit Hôpital genannt. 1779 wurde auf königliche Kosten ein Vorderhaus an der Dammstraße erbaut, in das 1780 das Kinderhospital verlegt wurde, verbunden mit einer Schule, die auch von Kindern des Stadtviertels besucht werden konnte. Die Schule wurde 1826 geschlossen. Dem Kirchhof gegenüber entstand ein Gebäude für die Bäckerei.
1805 bis 1807 folgte östlich des Hospitals der Bau eines Krankenhauses, des sogenannten Infirmeriegebäudes.
1828 wurde ein Teil des Hospitalgartens verkauft. Auf diesem Grundstück wurde für die Garde-Artillerie, die seit 1802 auf dem Nachbargrundstück ihre Kaserne hatte, eine Reitbahn erbaut. 1841 wurde der größte Teil des Gartens für den Bau eines Hospizes überlassen, das 1844 eingeweiht wurde. Dieses „Französische Kinderhospiz“ (Hospice pour les enfants de l`église du refuge) war aus dem Zusammenschluss des Französischen Waisenhauses mit der „École de Charité“ (Schule für Kinder, die zu verwahrlosen drohen) und dem „Petit Hôpital“ (Kinderhospital) entstanden. Gleichzeitig wurde das Kinderkrankenhaus zum Hospiz verlegt.
1857 wurde das Infirmeriegebäude (die frühere Krankenanstalt) für die Einrichtung eines Pensionats hergerichtet. Die Wohnungen wurden an mindestens 50 Jahre alte Witwen und Töchter der Gemeinde vergeben. 1872–1873 wurde das Gebäude um ein Stockwerk erhöht. Zeitgleich wurde das alte Vordergebäude, Friedrichstraße 129, abgerissen und durch einen Neubau ersetzt.
Am 5. Juli 1877 wurde der Grundstein für ein neues Hospitalgebäude gelegt. Den Bauplan lieferte der Rentier Ancien Gustav Adolph Gaillard (1818–1899), der auch die Leitung und Überwachung des Baus hatte. Die Ausführung des Baus erfolgte durch den Maurermeister C. Heinrich, den Architekten und Zimmermeister Joseph Friedrich Soedel (1824–1900) und den Zimmermeister Otto Cabanis (um 1830–1880). Im Oktober 1878 konnte das neue Gebäude bezogen werden. In Anerkennung ihrer Verdienste erhielten der Anstaltsarzt, Sanitätsrat F. La Pierre den roten Adlerorden und der Ancien Gaillard den Kronenorden 4. Klasse. Das Konsistorium der Französischen Gemeinde zog aus der Niederlagstraße in das neue Hospital. Nach der Zerstörung im Zweiten Weltkrieg blieb von diesem Gebäude nur der Westflügel erhalten. Die Außenfront wurde originalgetreu wieder hergerichtet und das Gebäude durch flache Anbauten erweitert.
1926 beendete die Kirche alle sozialen Aktivitäten. Die letzten Insassen des Hospitals zogen in das neu errichtete Dorothea-Haus in Berlin-Niederschönhausen. Nur das Damenpensionat blieb in der Friedrichstraße. Das Kinderhospiz musste infolge wirtschaftlicher Not schließen.

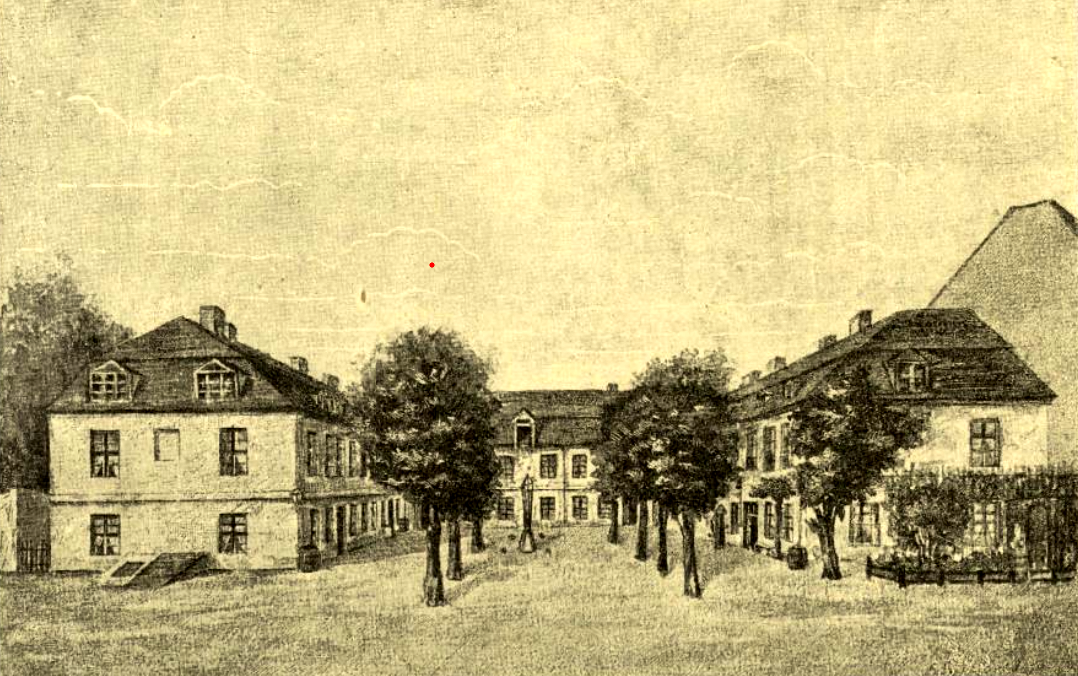
Das Hospitalgebäude von 1734
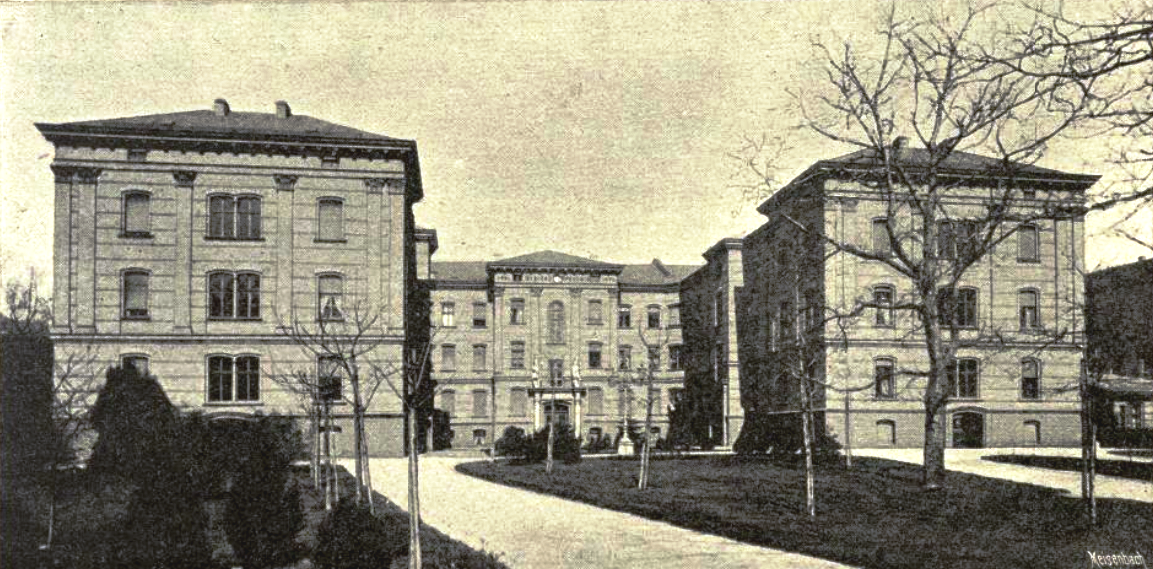
Das Hospitalgebäude von 1878
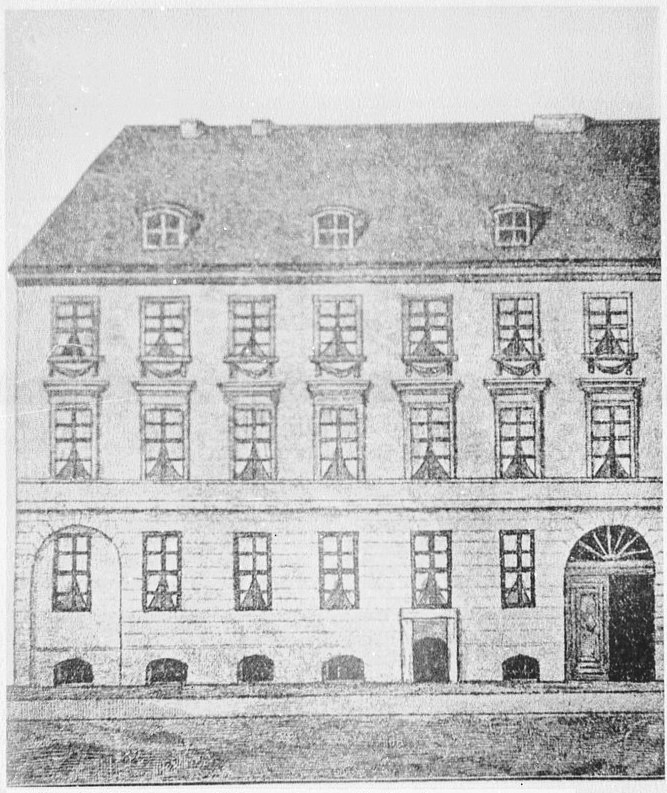
Vorderhaus von 1779
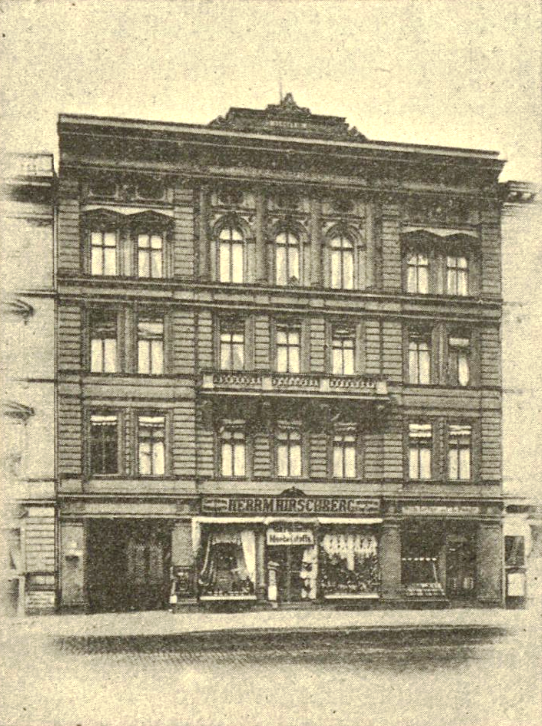
Vorderhaus von 1873
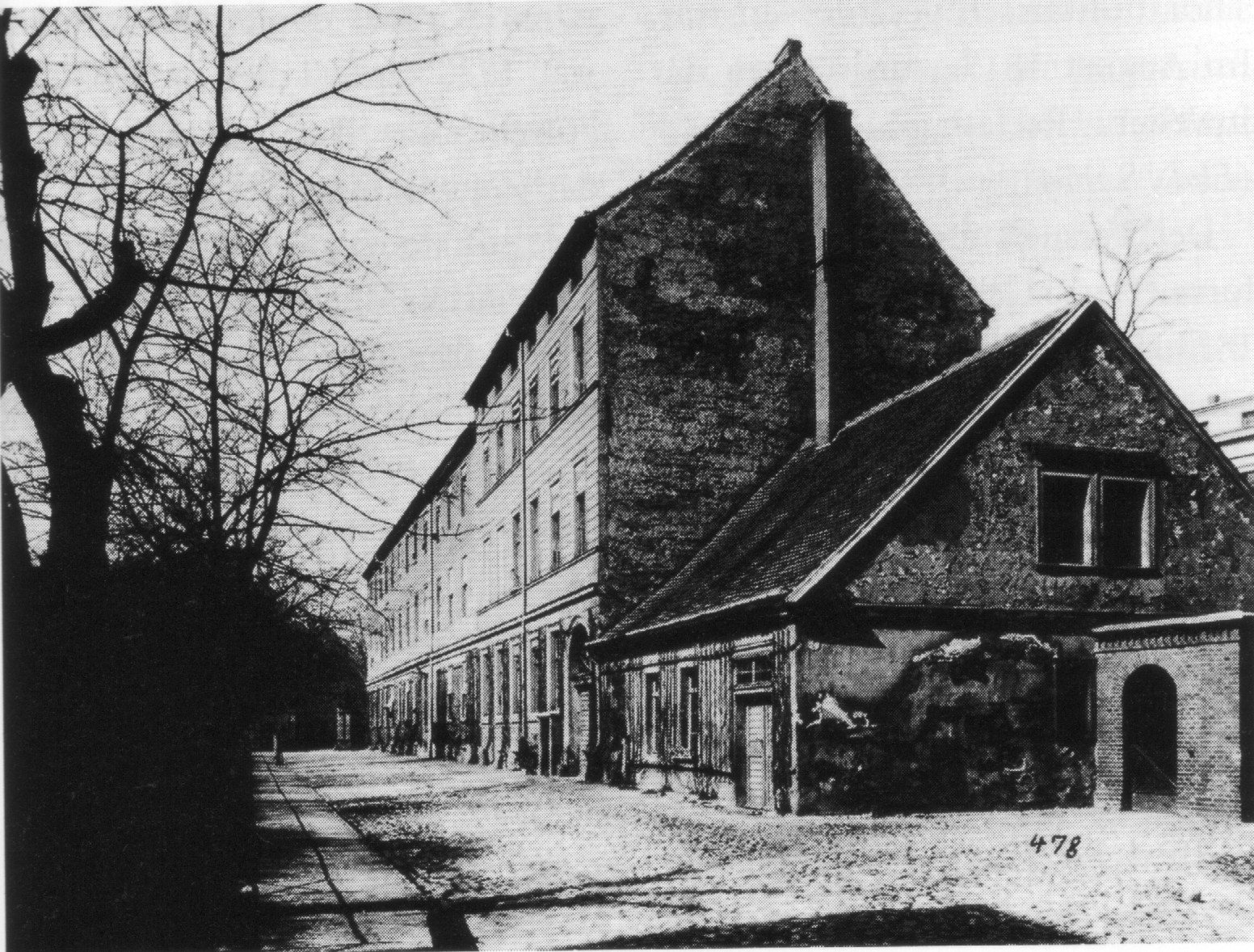
Das Gebäude des Pensionats (ehemaliges Krankenhaus) etwa 1880